# Aristaeopsis edwardsiana
Aristaeopsis edwardsiana is een tienpotigensoort uit de familie van de Aristeidae. De wetenschappelijke naam van de soort is voor het eerst geldig gepubliceerd in 1868 door Johnson.